# Pang (album)
Pang è il terzo album in studio della cantautrice statunitense Caroline Polachek, pubblicato nel 2019. Si tratta del primo album per un'etichetta "major" e il primo pubblicato a nome Caroline Polachek.

## Tracce
1. The Gate – 1:42
2. Pang – 3:33
3. New Normal – 2:34
4. Hit Me Where It Hurts – 3:04
5. I Give Up – 3:06
6. Look at Me Now – 3:03
7. Insomnia – 3:14
8. Ocean of Tears – 3:25
9. Hey Big Eyes – 3:54
10. Go as a Dream – 3:27
11. Caroline Shut Up – 3:32
12. So Hot You're Hurting My Feelings – 3:03
13. Door – 5:22
14. Parachute – 3:32